# Паспорт громадянина Великої Британії
Паспорт громадянина Великої Британії  — документ, що видається громадянам Великої Британії для здійснення поїздок за кордон.
Британський паспорт дозволяє пред'явителю подорожувати по всьому світу і служить доказом громадянства. Це також полегшує доступ до консульської допомоги від британських посольств у всьому світі. Паспорти видаються з використанням королівської прерогативи, що здійснюються урядом її Величності.
Британські громадяни можуть використовувати свій паспорт як підтвердження права на проживання у Великій Британії. Всі паспорти, видані у Великій Британії з 2006 року, є біометричними.
Спадщина Сполученого Королівства, як імперської держави призвела до того, що існує кілька типів британського громадянства, і, як наслідок, різні типи британських паспортів. Крім того, кожна з залежних територій Корони та заморські території видають власні варіанти британських паспортів тим, хто пов'язаний з їхніми юрисдикціями, які мають невеликі відмінності від британського варіанту паспорта. Усі британські паспорти дають право звертатися за консульською допомогою до посольств Великої Британії та деяких посольств країн Співдружності в деяких випадках. Британські громадяни можуть використовувати свій паспорт як доказ права на проживання у Сполученому Королівстві.
У 1920-1992 роках стандартним дизайном британських паспортів була темно-синя книжечка у твердій обкладинці з королівським гербом, обрамленим золотом. 
З 1988 року Велика Британія перейшла на машинозчитувані паспорти відповідно до стандарту 9303 Міжнародної організації цивільної авіації. Тоді ж було змінено колір паспорта на бордово-червоний, щоб привести його у відповідність до паспортів інших країн-членів Європейського Співтовариства. Попередній синій паспорт у твердій палітурці продовжував видаватися разом з новим дизайном, поки його запаси не вичерпалися в 1992 році.
У березні 2020 року було запроваджено новий темно-синій паспорт з дизайном, який базується на попередньому блакитному паспорті, востаннє виданому у 1992 році. Цей дизайн впроваджувався поетапно протягом кількох місяців, і на момент запровадження планувалося, що до середини 2020 року всі видані паспорти будуть блакитного кольору. Наразі всі паспорти видаються у блакитному дизайні і виготовляються компанією Thales DIS (раніше Gemalto) у Польщі.
З моменту запровадження біометричних паспортів у 2006 році кожні п'ять років впроваджується новий дизайн.

## Візові вимоги для громадян Великої Британії
У 2017 році громадяни Великої Британії мали безвізовий доступ до 156 країн та територій, що відповідно до Індексу обмежень візового режиму паспорт громадянина Великої Британії став третім у світі.